# Filippo Manci
Filippo Manci (Povo, 3 agosto 1836 – Milano, 8 luglio 1869) è stato un patriota italiano che con gli altri trentini, Ergisto Bezzi e Filippo Tranquillini, vengono ricordati come "i tre moschettieri dei Mille".
Nell'elenco ufficiale dei partecipanti all'impresa, pubblicato sulla Gazzetta Ufficiale del Regno d'Italia del 12 novembre 1878, lo si trova al numero 581.

## Biografia
Nacque a Povo (Trento) da Vincenzo e Lucilla Figarolli.
Si arruolò volontario nei Cacciatori delle Alpi, guidati ad Giuseppe Garibaldi. Nel 1859 partecipò alla seconda guerra d'indipendenza italiana negli scontri di Varese il 26 maggio, nella battaglia di San Fermo il 27 maggio distinguendosi nell'assalto di Laveno il 30 maggio.
Il 29 agosto 1862 prese parte alla giornata dell'Aspromonte, due anni più tardi con Giuseppe Mazzini si dedicò all'attività cospirativa del Trentino e del Veneto contro l'Austria.
Nel 1866 partecipò alla battaglia di Bezzecca.
Morì a Milano l'8 luglio 1869, in un istituto per malati mentali, di gangrena causata da una lesione autoinferta.

## Onorificenze
A Filippo Manci è stata intitolata la salita che porta dalla città di Trento a Mesiano.